# Dawan (Klungkung)
Dawan ist indonesischer Distrikt (Kecamatan) im Osten des balinesischen Regierungsbezirks Klungkung. Er grenzt im Westen an den Kecamatan Klungkung, im Norden an den Kecematan Sidemen und im Osten an den Kecamatan Manggis (beide vom Kab. Karangasem). Im Süden bildet eine etwa sieben Kilometer lange Küstenlinie zur Balisee eine natürliche Grenze.
Der Distrikt gliedert sich in zwölf Dörfer ländlichen Typs (Desa).

## Verwaltungsgliederung
| Kode PUM 1    | Dorf            | Fläche (km²) Ende 2021 | Einwohner Census 2010 | Einwohner Census 2020 | Einwohner Ende 2021 | Dichte Einw. pro km² |
| ------------- | --------------- | ---------------------- | --------------------- | --------------------- | ------------------- | -------------------- |
| 51.05.04.2001 | Paksebali       | 2,68                   | 4.208                 | 5.042                 | 5.492               | 2.049,25             |
| 51.05.04.2002 | Sampalan Tengah | 0,61                   | 1.644                 | 1.965                 | 1.974               | 3.236,07             |
| 51.05.04.2003 | Sampalan Kelod  | 0,47                   | 2.443                 | 2.952                 | 3.236               | 6.885,11             |
| 51.05.04.2004 | Sulang          | 0,94                   | 1.057                 | 1.139                 | 1.067               | 1.135,11             |
| 51.05.04.2005 | Gunaksa         | 8,60                   | 5.053                 | 6.106                 | 5.987               | 696,16               |
| 51.05.04.2006 | Kusamba         | 2,37                   | 5.908                 | 7.025                 | 7.540               | 3.181,43             |
| 51.05.04.2007 | Kampung Kusamba | 0,14                   | 550                   | 771                   | 734                 | 5.242,86             |
| 51.05.04.2008 | Pesinggahan     | 5,66                   | 3.729                 | 4.520                 | 4.598               | 812,37               |
| 51.05.04.2009 | Dawan Kelod     | 2,88                   | 2.153                 | 2.870                 | 2.806               | 974,31               |
| 51.05.04.2010 | Pikat           | 6,09                   | 2.605                 | 3.433                 | 3.923               | 644,17               |
| 51.05.04.2011 | Dawan Kaler     | 2,36                   | 1.952                 | 2.554                 | 2.717               | 1.151,27             |
| 51.05.04.2012 | Besan           | 4,86                   | 1.875                 | 2.512                 | 2.782               | 572,43               |
| 51.05.04      | Kec. Dawan      | 37,65                  | 33.177                | 40.889                | 42.856              | 1.138,27             |
Ergebnisse aus Zählung:
2010 und 2020, Fortschreibung (Datenstand: Ende 2021)

## Bevölkerung

### Bevölkerungsentwicklung der letzten drei Halbjahre
| Datum      | Fläche (km²) | Einwohner | männlich | weiblich | Dichte (Einw./km²) | Sex Ratio (m*100/w) |
| ---------- | ------------ | --------- | -------- | -------- | ------------------ | ------------------- |
| 31.12.2020 | 37,65        | 42.758    | 21.293   | 21.465   | 1.135,7            | 99,2                |
| 30.06.2021 | 37,65        | 42.810    | 21.305   | 21.505   | 1.137,1            | 99,1                |
| 31.12.2021 | 38,00        | 42.856    | 31.361   | 21.495   | 1.127,8            | 145,9               |
Fortschreibungsergebnisse